# Algleymi
Algleymi je druhé studiové album islandské black metalové skupiny Misþyrming. Vyšlo 24. května 2019 pod vydavatelstvím Norma Evangelium Diaboli.

## Vznik alba
Zakladatel skupiny D.G. uvedl, že hudbu pro album napsal již v roce 2015, tedy hned po vydání prvního alba Söngvar elds og óreiðu, a roku 2016 začal s nahráváním, nicméně kvůli chybám v produkci a mixování, způsobeným zčásti laciným vybavením, muselo nahrávání začít znovu od začátku, čímž se vydání alba oddálilo; neopravitelné nedostatky byly plně odhaleny až po zhotovení finálního mixu v roce 2017. I přes tyto problémy skupina pokračovala v koncertování a již v letech 2016–2018 zařazovala nové písně do svých vystoupení. Roku 2017, po důkladných zkouškách nového materiálu, si skupina pro opravné nahrávání ve své zkušebně Gryfjan zajistila lepší vybavení a též využila profesionálního studia pro nahrání bicích, nahrávací proces zahájili na podzim.
Oproti předchozímu albu vzrostlo využití kláves. Podle D.G. bylo Algleymi koncipováno jako grandiózní, velkolepé album s čistým zvukem.
Na albu se jako hosté objevili Sturla Viðar ze skupiny Svartidauði a Wraath ze skupiny Behexen (vokály), básník/hudebník Kristófer Páll pak do jedné s písní přispěl textem. Autorem přebalu alba je nizozemský umělec Manuel Tinnemans.

## Tematika
Podle D.G. album zlomyslným způsobem vyobrazuje společnost svedenou na scestí. Mezi motivy písní patří závislost člověka na požitcích a substancích, nadřazené síle a zhoubné účinky téhož, dále též například nehostinnost rodného ostrova (a její metaforické vztažení na islandský národ). Samotný název alba znamená zapomnění.

## Seznam skladeb
| Pořadí         | Název                         | Délka |
| -------------- | ----------------------------- | ----- |
| 1.             | Orgia                         | 5:28  |
| 2.             | Með svipur á lofti            | 7:05  |
| 3.             | Ísland, steingelda krummaskuð | 6:25  |
| 4.             | Hælið                         | 2:32  |
| 5.             | Og er haustið líður undir lok | 4:41  |
| 6.             | Allt sem eitt sinn blómstraði | 6:57  |
| 7.             | Alsæla                        | 6:05  |
| 8.             | Algleymi                      | 7:05  |
| Celková délka: | Celková délka:                | 46:18 |

## Osoby
Misþyrming
- D. G. (Dagur Gíslason) – vokály, kytara, klávesy; autor hudby (všechny skladby) a textu (skladby 1–3, 6–8); nahrávání, mix
- T. Í. (Tómas Ísdal) – kytara, doprovodné vokály
- G. E. (Gústaf Evensen) – baskytara, doprovodné vokály
- H. R. H. (Helgi Rafn Hróðmarsson) – bicí

další
- Wraath (Behexen) – vokály (skladba 6)
- Sturla Viðar (Svartidauði) – doprovodné vokály
- Kristófer Páll – text (skladba 5)
- Manuel Tinnemans – přebal alba
- Jaime Gomez Arellano – mastering
- Dehn Sora – layout